# Campeonato Mundial de Ginástica Rítmica de 1967
O III Campeonato Mundial de Ginástica Rítmica transcorreu entre os dias 18 e 19 de dezembro de 1967, na cidade de Copenhague, Dinamarca.
Pela primeira vez foram disputadas as provas de grupos e dos aparelhos arco e corda.

## Eventos
- Grupos
- Individual geral
- Livre sem aparelhos
- Arco
- Corda

## Medalhistas
| Evento              | Ouro                                          | Prata                                                                                  | Bronze                                                              |
| Grupos              | União Soviética · (18,575)                    | Tchecoslováquia · (18,375)                                                             | Bulgária · (18,200)                                                 |
| Individual geral    | Elena Karpukhina · União Soviética · (37,199) | Ute Lehmann · Alemanha Oriental · (36,965)                                             | Liubov Sereda · União Soviética · (36,933)                          |
| Livre sem aparelhos | Liubov Sereda · União Soviética · (9,533)     | Natalia Ovtchinnikova · União Soviética · (9,500)                                      | Krassimira Filipova · Bulgária · Nechka Robeva · Bulgária · (9,466) |
| Arco                | Maria Gigova · Bulgária · (9,466)             | Elena Karpukhina · União Soviética · Natalia Ovtchinnikova · União Soviética · (9,400) | nenhuma                                                             |
| Corda               | Hana Sitnianska · Tchecoslováquia · (18,399)  | Elena Karpukhina · União Soviética · (18,366)                                          | Ute Lehmann · Alemanha Oriental · (18,333)                          |

## Quadro de medalhas
| Ordem | País              | Medalha de ouro | Medalha de prata | Medalha de bronze |    |
| ----- | ----------------- | --------------- | ---------------- | ----------------- | -- |
| 1     | União Soviética   | 3               | 4                | 1                 | 8  |
| 2     | Checoslováquia    | 1               | 1                |                   | 2  |
| 3     | Bulgária          | 1               |                  | 3                 | 2  |
| 4     | Alemanha Oriental |                 | 1                | 1                 | 2  |
| TOTAL | TOTAL             | 5               | 6                | 5                 | 16 |